# Фергюсон, Данкан
Да́нкан Фе́ргюсон (англ. Duncan Ferguson; 27 декабря 1971, Стерлинг, Шотландия) — шотландский футболист и тренер. Выступал на позиции центрального нападающего. В качестве футболиста известен в первую очередь своими выступлениями за «Эвертон» и национальную сборную Шотландии.

## Клубная карьера
Является воспитанником футбольной школы «Карс Тисл».
В профессиональном футболе дебютировал в 1990 году в составе «Данди Юнайтед», проведя в команде три сезона и приняв участие в 77 матчах чемпионата Шотландии.
В 1993—1994 годах защищал цвета «Рейнджерс». За это время завоевал титул чемпиона Шотландии.
Своей игрой за «джерс» привлёк внимание представителей тренерского штаба «Эвертона», присоединившись к нему на правах аренды в октябре 1994 года. В ноябре «синие» полностью выкупили контракт игрока за четыре миллиона фунтов. Данкан играл за клуб из Ливерпуля следующие четыре сезона. Большую часть времени, проведённого в составе «Эвертона», был основным игроком атакующего звена команды. За это время завоевал титул обладателя Кубка Англии.
В течение 1998—2000 годов защищал цвета клуба «Ньюкасл Юнайтед».
В 2000 году вернулся в «Эвертон», за который отыграл ещё шесть сезонов. На протяжении этого времени снова был игроком основного состава «Эвертона». Завершил профессиональную карьеру футболиста в 2006 году.

## Карьера в сборной
17 мая 1992 года дебютировал в официальных матчах в составе сборной Шотландии. На протяжении карьеры в национальной команде, которая длилась шесть лет, провёл в форме главной команды страны лишь семь матчей.
В составе сборной был участником чемпионата Европы 1992 года в Швеции.

## Тренерская карьера
После завершения карьеры футболиста Фергюсон пять лет проживал на Мальорке. В 2011 году он связался с главным тренером «Эвертона» Дэвидом Мойесом, принёс извинения за то, что в 2006 году не пожал ему руку, когда покидал клуб, и спросил может ли он приступить к работе в Академии «Эвертона», на что получил согласие.
В 2014 году Фергюсон был переведён в тренерский штаб основной команды «Эвертона», который на тот момент возглавлял Роберто Мартинес. После увольнения Мартинеса Фергюсон остался в клубе и до 2019 года входил в штабы всех главных тренеров команды: Рональда Кумана, Сэма Эллардайса и Марку Силвы.
5 декабря 2019 года после увольнения Силвы был назначен исполняющим обязанности главного тренера «Эвертона». 7 декабря в первом матче под руководством Фергюсона «Эвертон» на своём поле со счётом 3:1 переиграл «Челси», а ещё через неделю на выезде сыграл вничью 1:1 с «Манчестер Юнайтед». Домашний матч 18-го тура чемпионата Англии 2019/20 против «Арсенала» (0:0) 21 декабря стал последним для Фергюсона в качестве и. о. главного тренера команды, после чего он вошёл в тренерский штаб нового главного тренера «Эвертона» Карло Анчелотти. Входил также и в тренерский штаб Рафаэля Бенитеса. После увольнения Бенитеса в январе 2022 года вновь был назначен и. о. главного тренера команды. На этот раз под его руководством команда провела один матч, в котором проиграла «Астон Вилле» со счётом 0:1. После назначения главным тренером «Эвертона» Фрэнка Лэмпарда продолжил работу в клубе в его тренерском штабе. 4 июля 2022 года покинул «Эвертон».
26 января 2023 года назначен главным тренером футбольного клуба «Форест Грин Роверс».

## Статистика тренера
| Клуб                      | Страна    | Начало работы    | Завершение работы | Показатели | Показатели | Показатели | Показатели | Показатели | Показатели | Показатели | Показатели |
| Клуб                      | Страна    | Начало работы    | Завершение работы | М          | В          | Н          | П          | МЗ         | МП         | РМ         | %          |
| ------------------------- | --------- | ---------------- | ----------------- | ---------- | ---------- | ---------- | ---------- | ---------- | ---------- | ---------- | ---------- |
| Эвертон (и. о.)           | Англия    | 5 декабря 2019   | 21 декабря 2019   | 4          | 1          | 3          | 0          | 6          | 4          | +2         | 025,00     |
| Эвертон (и. о.)           | Англия    | 18 января 2022   | 31 января 2022    | 1          | 0          | 0          | 1          | 0          | 1          | −1         | 000,00     |
| Форест Грин Роверс        | Англия    | 26 января 2023   | 4 июля 2023       | 18         | 1          | 3          | 14         | 8          | 36         | −28        | 005,56     |
| Инвернесс Каледониан Тисл | Шотландия | 26 сентября 2023 | 23 октября 2024   | 52         | 16         | 20         | 16         | 60         | 51         | +9         | 030,77     |
| Итого                     | Итого     | Итого            | Итого             | 75         | 18         | 26         | 31         | 74         | 92         | −18        | 024,00     |

## Достижения
«Рейнджерс»
- Чемпион Шотландии: 1993/94
- Обладатель Кубка шотландской лиги: 1993/94

«Эвертон»
- Обладатель Кубка Англии: 1994/95
- Обладатель Суперкубка Англии по футболу: 1995